# Yagbéa-Syon
Salomon Ier, de son vrai nom Yagbéa-Syon, né à une date inconnue et mort en 1294, fut empereur d’Éthiopie de 1285 à 1294.
Fils et successeur de Yékouno-Amlak. Il lance une campagne contre l’Adal, probablement celle racontée par Marco Polo. Son succès assure une paix durant laquelle il ouvre ses frontières aux marchands musulmans et reçoit en retour du sultan d’Égypte Khalil des concessions aux Lieux Saints et la possibilité de faire venir un nouvel Abouna, le précédent métropolite étant mort depuis longtemps.
Pendant son règne les musulmans, déjà établis aux îles Dahlak, dans l’Ifat et le Hadiya, puis en Somalie et au Harrar, étendent leur prédications parmi les populations de l’Afar, de l’Aroussi et du Sidamo, occupent l’Argobba. Une dynastie de sultans éthiopiens, les Oualashma, apparaît dans l’Ifat vers 1285 et y fonde une capitale. Par période, elle domine les nouveaux États de Fatajar et Daouaro ainsi que le Bali où se développe le pèlerinage de Cheikh-Hussein près de la montagne d’Abou’l-Qasim.
Dans les territoires chrétiens de l’Éthiopie affluent des marchands musulmans aidés souvent par les évêques égyptiens. Des stèles funéraires coufiques ont été retrouvées à Macallé, à Qouïha. Plus au Nord, le grand pèlerinage de Negash se développe.
À la mort de Yagbéa-Syon en 1294, ses cinq fils lui succédèrent sur le trône d’Éthiopie jusqu’en 1299.

## Sources
- James Bruce, Travels to Discover the Source of the Nile, Londres, Robinson, 1790, vol. 2 (lire en ligne sur Gutemberg).
- Hubert Jules Deschamps, (sous la direction), Histoire générale de l'Afrique noire de Madagascar et de ses archipels Tome I : Des origines à 1800. p. 398, P.U.F Paris (1970).